# 阿什頓 (喬治亞州)
阿什頓（英語：Ashton）是位於美國喬治亞州本希爾縣的一個非建制地區。該地的面積和人口皆未知。

## 地理
阿什頓的座標為31°42′18″N 83°09′22″W / 31.70500°N 83.15611°W，而該地的平均海拔高度為106米（即348英尺）。